# Alberto IV de Sajonia-Eisenach
Alberto de Sajonia-Eisenach (en alemán, Albrecht von Sachsen-Eisenach; Altemburgo, 27 de julio de 1599-Eisenach, 20 de diciembre de 1644) fue un gobernante del ducado de Sajonia-Eisenach. Era el séptimo hijo (aunque el cuarto sobreviviente) del duque Juan II de Sajonia-Weimar y de Dorotea María de Anhalt. Su nombre reinante como Alberto IV se refiere al ducado de Sajonia enteramente, no específicamente sobre la sucesión de Sajonia-Eisenach.

## Biografía
Alberto recibió su primera instrucción del mariscal de campo Federico de Kospoth. Más tarde estudió en la Universidad de Jena con sus hermanos.
Entre los años 1619-1621 completó su Cavalierstour (tour de estudios) con su hermano menor, Juan Federico. Los dos príncipes viajaron a Francia y Suiza. A su retorno en 1621, Alberto se ocupó en deberes administrativos hasta 1629. También representó a sus hermanos ausentes como regente.
En Weimar, el 24 de junio de 1633, Alberto contrajo matrimonio con Dorotea de Sajonia-Altemburgo, hija del duque Federico Guillermo I de Sajonia-Weimar. El matrimonio no tuvo descendencia.
De acuerdo con un tratado de división suscrito con sus hermanos, Alberto recibió Eisenach en 1640. Murió cuatro años más tarde, después de lo cual su territorio fue fusionado con Sajonia-Weimar bajo el gobierno de Guillermo de Sajonia-Weimar.